# Karshomyia cocci
Karshomyia cocci är en tvåvingeart som först beskrevs av Ephraim Porter Felt 1913.  Karshomyia cocci ingår i släktet Karshomyia och familjen gallmyggor.
Artens utbredningsområde är Puerto Rico. Inga underarter finns listade i Catalogue of Life.